# Јужна Кореја
Јужна Кореја (кореј. 한국), званично Република Кореја (кореј. 대한민국), држава је у источној Азији. Чини јужну половину Корејског полуострва и граничи се са Северном Корејом дуж демилитаризованог подручја. Западну границу чини Жуто море, док на истоку излази на Јапанско море. Као и Северна Кореја, Јужна Кореја тврди да је једина легитимна влада целог Корејског полуострва. Има преко 50 милиона становника. Главни и највећи град је Сеул, док остале веће градове чине Бусан, Тегу и Инчон.
Корејско полуострво је било насељено још у периоду доњег палеолита. Прво краљевство забележено је у кинеским записима у раном 7. веку пре нове ере. Након уједињења три краљевине крајем 7. века, Корејом су владале династије Корјо (918—1392) и Чосон (1392—1897). Краткотрајно Корејско царство (1897—1910) припојено је 1910. Јапанском царству. Јапанска владавина је окончана након капитулације Јапана у Другом светском рату, након чега је Кореја подељена на два дела: северни део који је окупирао Совјетски Савез и јужни део који су окупирале Сједињене Америчке Државе. Након што су преговори о уједињењу пропали, јужни део је у августу 1948. постао Република Кореја, док је северни део постао комунистичка Демократска Народна Република Кореја.
Године 1950. инвазија Северне Кореје је започела Корејски рат, који је окончан 1953. након опсежних борби у којима су учествовале команда Уједињених нација под вођством САД и Народна добровољачка армија из Кине уз помоћ Совјетског Савеза. Упркос недостатку природних ресурса, нација се брзо развила и постала један од четири азијска тигра по међународној трговини и привредној глобализацији, интегришући се у светску економију уз извозно оријентисану индустријализацију. Држава се сада сматра једном од најнапреднијих демократија у континенталној и источној Азији.
Јужна Кореја се сматра регионалном силом у источној Азији и развијеном земљом. Њени грађани уживају у једној од најбржих брзина везе интернета и најгушћим железничким мрежама велике брзине. Девети је највећи извозник и увозник на свету. Њене оружане снаге су рангиране као једна од најјачих војски на свету, са другом највећом активном војском на свету, као и активним системом регрутације. У 21. веку Јужна Кореја се такође истакла по својој глобално утицајној поп-култури, посебно у музици, ТВ драмама и кинематографији. Чланица је Уједињених нација, Организације за економску сарадњу и развој, Г20 и Париског клуба.

## Географија

### Положај
Површина Јужне Кореје износи 100.210 km². Од тога 290 km² припадају воденим површинама; Јужна Кореја нема природних језера.
Дужина обале износи 2413 km. Највеће острво је Чеџу које се налази 150 km јужно од копненог дела Јужне Кореје. Површина овог острва је 1845 km², и са неколико околних острваца формира истоимену провинцију.
Јужна Кореја обухвата јужни део Корејског полуострва и захвата околна острва. Већина становништва Јужне Кореје живи у низијама које се простиру дуж западне обале. Остатак земље је претежно планински. Шуме се простиру преко две трећине њене територије.

### Геологија и рељеф
Највиши врх Јужне Кореје налази се на вулкану Халасан, на острву Чеџу, на 1950 m надморске висине. У копненом делу, највиши врх је Јирисан који се налази на 1.915 m изнад нивоа мора.

### Воде
Највећа река је Накдонгганг и дугачка је 525 km.

### Клима
Већи део земље има умерену климу и могу се разликовати четири годишња доба. Изузетак су низије на југу и острво Јеју-до, који имају суптропску климу. Пролеће обично почиње крајем марта или почетком априла, благо је и сунчано. Лети, јужни ветрови доносе топао и влажан ваздух са Филипина. Сезона летњих монсуна у Јужној Кореји обично почиње крајем јуна или почетком јула.

## Историја

### Прaисторија
Иако је било одређених назнака, нису пронађени фосилни остаци хомо еректуса на Корејском полуострву. Међутим пронађена су многа оруђа која потичу од пре 400.000 година, и то углавном око већих речних долина. Преовлађује став да данашњи становници Кореје нису потомци ових палеолитских становника.
Прве трагове људских насеља на Корејском полуострву датирају из 4270. године пре наше ере.

### Рани династички период
Постоје записи да је прво краљевство које је владало северним делом полуострва била династија Гојосеон, и то у периоду од 2300. п. н. е. Према легенди, први корејски краљ био је Тонгнјонгу који је основао древно корејско краљевство Кокурјо, чија је престоница био град Асадал. Године 108. п. н. е., кинеска династија Хан ушла је и освојила Гојосеон, успоставивиши четири административне дивизије (командирства) на тој територији. Подручје је касније освојило краљевство Кокурјо, године 313. н. е.

### Три краљевства и Гаиа
Овај период је везан за доба између 37. п. н. е. и 668. године н. е. Цело полуострво је било подељено низом малих територија и краљевстава, ипак највећу доминацију су имала три краљевства: Кокурјо, Пекче и Шила.

### Независност од Јапана
После капитулације Јапана у Другом светском рату 1945. године, Кореја је подељена по 38. паралели на северну половину под окупацијом Совјетског Савеза и на јужну половину под окупацијом САД. Генерална скупштина Уједињених нација је 1947. године одлучила да одржи заједничке изборе у оба дела земље, али је ова одлука одбијена од стране Совјетског Савеза. Због овога, избори су одржани само на југу. Петнаестог августа 1948. основана је држава Република Кореја. Са својим седиштем у Пјонгјангу, влада Северне Кореје, која је себе сматрала за једину легитимну власт, најављује борбе.
Средином 1949. године су и Совјетски Савез и САД напустиле Северну, односно Јужну Кореју. Северна Кореја је уз помоћ Кине и Совјетског Савеза била у стању да брже изгради своју индустрију од Јужне. У прилог Северној Кореји је ишло и то што је највећи део јапанске тешке индустрије из времена колонизације био смештен на ресурсима богатом северу. Југ је био приморан да подстиче своју пољопривреду. Због свих ових предности, а и уз помоћ Совјетског Савеза у енергентима, Северна Кореја је била у стању да за јако кратко време економски ојача и изгради моћну армију.

### Корејски рат
Главни чланак: Корејски рат
Двадесет петог јуна 1950. године, Народна армија Северне Кореје прешла је границу и тиме започела Корејски рат. Сједињене Америчке Државе шаљу један део војних снага натраг на полуострво, али то није било довољно да зауставе надирућу севернокорејску армију. Главни град Јужне Кореје, Сеул, пао је за три дана, а за око месец дана цело полуострво било је под контролом Северне Кореје, осим неких острва и уског појаса на југоистоку.
Операцијом „Хромит“, средином септембра 1950. године, трупе Уједињених нација успеле су да зауставе напредовање Северне Кореје. Дана 30. септембра исте године, трупе Јужне Кореје у контранападу прелазе 38. степен географске ширине и поново постављају своју заставу на Корејско полуострво. У новембру су дошли до речне границе са Кином на реци Јалу. Кинези нису желели уједињену Кореју под америчким утицајем, те су са 300.000 војника „Добровољачке армије“ напали Северну Кореју. После овог потеза Кине, јединице Уједињених нација су се повукле назад на 38. степен географске ширине и ту се фронт стабилизовао.
Примирје између УН-а, Кине и Северне Кореје потписано је 27. јула 1953. године. Председник Јужне Кореје одбио је да потпише овај уговор. Документ је одређивао стварање демилитаризоване зоне око дуж 38. паралеле. Иако и даље постоје ратне тензије, ова зона и дан данас представља границу између две Кореје. Иако је било покушаја, коначни мировни уговор између ове две државе још увек није потписан. Потписивање "Панмунџон декларације мира, просперитета и унификације Корејског полуострва" 27. априла 2018. је први конкретан споразум којим се покрећу преговори који би водили трајном миру.
Последице овог рата су биле страшне. Број убијених војника се процењује на између милион и три милиона, док је број рањених вишеструко већи. Инфраструктура је после рата била у катастрофалном стању. Поред материјалне штете, овај рат је на становништво јако утицао на психолошком плану. Опасност од нове инвазије данас води политике обе Кореје.

## Административна подела
Главна административна подела у Јужној Кореји је на 8 провинција, једну специјалну самоуправну покрајину, 6 градова метропола (самоуправни градови који нису део ниједне покрајине), један специјални град и један аутономни град метропола.

## Влада
Јужна Кореја је вишестраначка република са једним законодавним домом. На челу државе је председник који се бира на мандат од пет година непосредним бирањем.. Осим што је на челу државе и војске, председник представља врх извршне власти, јер именује премијера којега потврђује народна скупштина (парламент).
Власт је у Јужној Кореји подељена на извршну, судску и законодавну. Извршна и законодавна власт раде на националном нивоу, иако неколико министара у извршној власти ради на локалном нивоу. Локална управа има полу-аутономију и право на извршну и законодавну власт. Судска власт ради и на националном и на локалном нивоу.
На међународни значај Јужне Кореје указује чињеница да је генерални секретар Уједињених нација, између 2007. и 2016. године, био Корејац Бан Ки-Мун.

## Привреда
Од почетка 1960-их година до данас, Јужна Кореја је доживела спектакуларан привредни раст који ју је сврстао међу „азијске тигрове“. Од претежно аграрне земље чији је доходак по становнику био упоредив са сиромашним афричким земљама, израсла је у снажну индустријску силу и једну од 15 највећих светских економија. У првим декадама привредом је управљала држава. Влада је подстицала увоз сировина и технологије уместо потрошних добара, и охрабривала штедњу и инвестиције насупрот потрошњи. У првим плановима нагласак је био на радноинтензивним индустријама (посебице текстилној), како би се запослило растуће становништво.
Од 1970-их потпора државе дата је црној и обојеној металургији, бродоградњи, хемијској индустрији, а од 1980-их аутомобилској, електротехничкој и електронској индустрији. Посебно су били подстицана велика предузећа и индустријски комплекси. Уз ниску цену рада и потпору државе, оствариване су високе стопе раста које су у неким годинама биле и двоцифрене. Од 1980-их поступно попушта средишње планирање и утицај државе, а све се више уводе тржишни принципи. Пораст цене рада учинила је неке индустрије мање конкурентним, али је корејска привреда и даље међу најуспешнијима у Азији.

Упркос високој стопи раста и структурној стабилности Јужне Кореје, кредитни рејтинг ове земље испашта на берзи због политичких ставова Северне Кореје у периодима дубоких војних криза, што има неповољан утицај на јужнокорејска финансијска тржишта. Међународни Монетарни Фонд похваљује отпорност јужнокорејске економије током разних економских криза, наводећи низак ниво државног дуга и високе финансијске резерве које могу бити брзо мобилизоване у решавању финансијских хитних случајева. Азијска финансијска криза поткрај 1990-их одразила се и на Јужну Кореју, кад су дошле до изражаја слабости привредног система. Уз велику помоћ ММФ-а и финансијске реформе криза је превладана, а стопе привредног раста, иако смањене, остале су позитивне.
БНП по становнику износи око 10.000 америчких долара, а више од 40% остварује се у индустрији што је међу највећим уделима у свету. Важност пољопривреде се смањује, једнако по уделу у запослености и у дохотку. Обрађује се мање од 20% површине земље, а главни су проблеми састав земљишне расподеле, који је довео до расцепканости парцела и недостатак радне снаге у остарелим руралним срединама. Главни је усев рижа, која се узгаја на половини површине (на југу и две жетве годишње), затим остале житарице (јечам, пшеница), соја, кромпир, пасуљ и остало поврће, воће (агруми – 7. у свету, јабуке, крушке, брескве, поморанџе) и памук. У сточарству је најзначајније свињарство. У производњи хране важно је рибарство (12. у свету); морско рибарство даје око 2/3 укупног, а развијена је и аквакултура. Упркос интензивном програму пошумљавања, Кореја производи само мали део потреба за дрветом, а развијена дрвна индустрија умногоме почива на увозу.
Рудна су богатства ограничена, међу најважнијима су камени угаљ (али је Јужна Кореја и даље други највећи увозник), олово и цинк, графит, нешто руде гвожђа, злата и сребра, те кречњак који је важна сировина у цементној индустрији. Јужна Кореја је велики потрошач енергије. Иако су изграђене многобројне хидроелектране, оне производе само око 1% електричне струје. Најважније су термоелектране, некад на угаљ, а данас све више на нафту. Око 35% електричне струје производи се у нуклеарним електранама. Индустрија је од почетка била извозно оријентисана. Данас су међу најважнијим индустријама електротехничка и електронска, посебно индустрија телекомуникационе опреме, рачунара, рачунарских компоненти и забавне електронике, при чему је Самсунг постао једно од водећих светских предузећа. Јужна Кореја је други по величини произвођач телевизора и пети произвођач путничких аутомобила, сировог челика и цемента, те је водећа у светској бродоградњи. Остале важне гране индустрије су хемијска и петрохемијска (Јужна Кореја је 7. светски потрошач нафте), машинска, прехрамбена и текстилна. Главнина базне индустрије лоцирана је на јужном приобаљу, а прерађивачке у западном, посебно око Сеула. Интензиван развој индустрије има и негативне последице, понајпре јако загађење (Јужна Кореја је 9. у свету по одавању CO2). Значај туризма је још увек незнатан, иако земљу годишње посети више од пет милиона страних туриста.
Спољна трговина је високо развијена, а трговински биланс је позитиван. Извозе се електротехнички и електронски уређаји, телекомуникацијска опрема, машине и возила, гвожђе и челик, бродови, највише у САД, Јапан, Кину, Јужноафричку Републику и Тајван. Увозе се индустријска опрема, нафта и деривати, угаљ, хемијски производи, различите сировине и прехрамбени производи. Главни партнери су Јапан, САД, Кина, Саудијска Арабија, Немачка и Аустралија.
Упоредо с развојем индустрије развијао се и саобраћајни систем. Некад доминантна жељезница (и у путничком и у теретном промету), изгубила је примат иако је мрежа добро развијена и великим делом електрифицирана. Путна мрежа, иако брзо грађена, заостаје за још бржом аутомобилизацијом па се у градским регијама стварају гужве. Интеграција у привреде није била могућа без развоја ваздушног и поморског промета. Међународни аеродром Сеул-Инчон је пети у свету по теретном промету, а међу 15 највећих светских морских лука четири су корејске: Kwangyang/Gwangyang, Улсан, Инчон, и Бусан, свака с прометом већим од 140 милиона тона годишње.

## Становништво
Јужна Кореја има 51.446.201 становника (од тога 99,9% чине Корејци) и високу густину насељености од 480 становника по километру квадратном. Најгушће су насељене низије на западу и котлине на југу земље. Око 81% становништва живи у градовима. Тренутни годишњи раст становништва је око 0,25% на годишњем нивоу. У званичном извештају „Министарства Безбедности и Јавног Управљања“ наводи се да Јужна Кореја има 25.034.736 мушкараца и 24.942.224 жена. Просечан животни век Корејаца је висок и износи 75,5 година за мушкарце и 82,2 година за жене. Овако дуг животни век је довео до наглог пораста процента старог становништва. Године 1999. је само 6,9% становништва имало 65 или више година, док је ова старосна група 2010. године чинила 11,1% становништва. Просечна старост је 37,9 година.
Са 99% Корејаца (који иначе припадају монголској групи народа), држава спада међу етнички најхомогеније земље света. Најзначајнија мањина су Кинези, а у скорашње време се након успешног привредног развоја повећава број страних радника, већином из југоисточне Азије, те пословних људи из целог света. Ипак, они у маси од око 50 милиона становника чине занемариву мањину. Службени језик је корејски, који се пише посебним корејским писмом (фонетским), у Јужној Кореји називаним хангул. У новинама и осталој штампи уз њега се користи и одређен број кинеских знакова.
Са око 480 ст./km², Јужна Кореја једна је од најгушће насељених земаља света (не рачунајући „минијатурне“ државе). Притом је дошло до изразите поларизације између великих градских агломерација на западу и југу земље, у којима се становништво и даље повећава, и пространих руралних подручја у унутрашњости која су ретко насељена и даље губе становништво, те имају неповољну добну структуру. Данас у градовима живи више од 80% становништва, а у само три највећа градска подручја око 30%. Сеул (Сеоул, Соул) има више од 10 милиона становника, а његова градска регија око 21,5 милиона становника. Остали већи градови: Бусан (3,678.600 становника, агломерација 4,6 милиона), Инчон (део агломерације Сеула, 2.580.800), Тегу (2,566.500 становника, агломерација 3,2 милиона), Таејон/Даејеон (1,475.200 становника, агломерација 1,9 милиона), Квангџу (1.416.900), Сувон (1.242.800), Koyang/Goyang (1.195.600), Сеонгнам (1,032.100) итд.
Средином 20. века пораст становништва због високе стопе родности био је брз, а од 1950. до 1990. становништво се удвостручило. Ипак, од средине 1960-их, упоредо с преласком из аграрног и руралног у индустријско и урбано друштво дошло је до смањења родности (томе је допринела и национална кампања планирања породице која се проводи од 1965), а тиме и до успоравања раста становништва и он данас износи око 10‰ годишње. Последњих година стопа родности креће се од 12 до 13‰, а смртности око 6‰.
Осим миграција село–град, значајно је усељење неколико милијуна становника непосредно након поделе на две корејске државе 1948. године. С друге стране, идућих деценија дошло је до емиграције Корејаца, највише у Јапан, САД и Канаду. Очекивано трајање живота 74 година. Добна структура је повољна, млађих од 15 година (21%) трипут је више него старијих од 65 година (7%).
Образовна структура је добра, неписмених је само 2 – 3%. Основно школовање од шест година и нижа средња школа (три године) су обвезни, а готово сва деца настављају и трогодишњу вишу средњу школу. Снажна је свест о важности образовања, све је већи удео високообразованих. Најпрестижнији и најстарији универзитети су у главном граду (најстарији је основан 1885), а постоје и у другим великим градовима.

### Религија
Религијска структура је сложена и помало нејасна јер се многи становници не опредељују за припадност некој вери, а у свакодневници примењују принципе различитих религија или филозофија. Хришћанство (углавном католичанство и протестантизам, у мањој мери православље) и будизам две су најзаступљеније религије. Од осталих, важније су конфуцијанизам, таоизам, аутохтони чеондоизам (комбинација будизма и конфуцијанизма) и шаманизам. Око 46,5% Корејаца није религиозно. Остатак чине будисти са 22,8%, протестанти са 18,3% и католици, који чине 10,3% становништва. Остатак становништва припада осталим религијама.